# Pterocles decoratus
La ganga decorada o ganga de cara negra (Pterocles decoratus) es una especie de ave pteroclidiforme de la familia Pteroclididae que vive en el África oriental.
Se la encuentra en Etiopía, Kenia, Somalía, Tanzania y Uganda.

## Subespecies
Existen tres subespecies:
- P. d. decoratus - SE de Kenia y E de Tanzania;
- P. d. ellenbecki - NE de Uganda y N de Kenia, Etiopía y Somalía;
- P. d. loveridgei - O de Kenia y O de Tanzania.